# Xyletinus puberulus
Xyletinus puberulus är en skalbaggsart som först beskrevs av Karl Henrik Boheman 1858.  Xyletinus puberulus ingår i släktet Xyletinus och familjen trägnagare. Inga underarter finns listade i Catalogue of Life.